# Dochters van de Koning

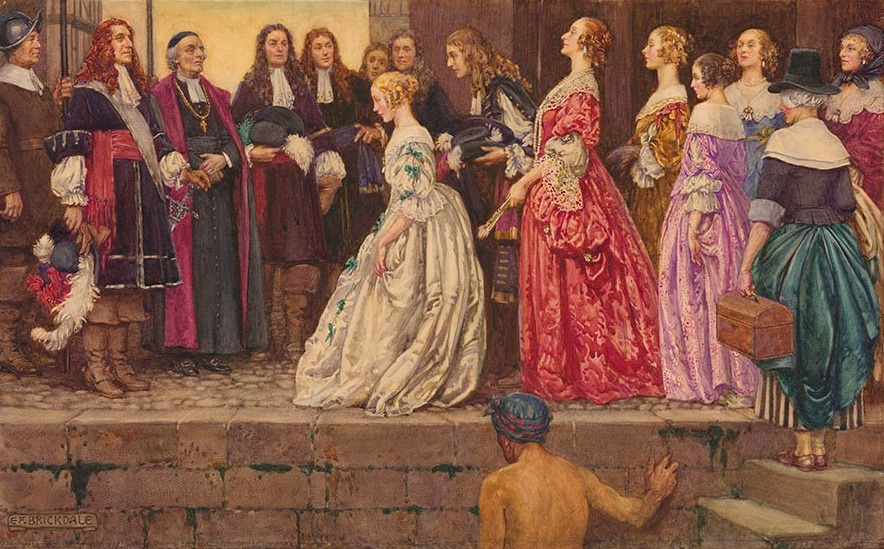
Jean Talon en bisschop François de Laval verwelkomen de Dochters van de Koning bij hun aankomst, geschilderd door Eleanor Fortescue-Brickdale.

De Dochters van de Koning (Frans: filles du roi, toen filles du roy) is een term die gebruikt wordt voor het aanduiden van de 800 jonge Franse vrouwen die tussen 1663 en 1673 naar Nieuw-Frankrijk emigreerden. Dit project werd gefinancierd door koning Lodewijk XIV van Frankrijk.
De term filles du roi werd in de zeventiende eeuw voor het eerst gebruikt door de non Marguerite Bourgeoys.

## Geschiedenis
In 1663 werd Nieuw Frankrijk een koninklijke provincie van Frankrijk en op dat moment waren er zes huwbare mannen voor elke Europees geboren vrouw. Om deze wanverhouding te verkleinen sponsorde koning Lodewijk XIV van Frankrijk de overtocht van 770 huwbare vrouwen vanuit Frankrijk naar de kolonie. Ook gaf hij hen een bruidsschat van vijftig livres mee als hulp om te huwen en om zich te vestigen in de kolonie. In de periode van 1663 - 1673 werden ruim 770 vrouwen naar het huidige Canada getransporteerd. De vrouwen waren veelal afkomstig uit de Franse steden en circa dertig procent van hen waren geletterd. Negentig procent van de pas aangekomen vrouwen in de kolonie huwde al binnen zes maanden. Ondanks deze snel gesloten huwelijken werd slechts minder dan vijftien procent van deze huwelijken voortijdig ontbonden. Bij 95 procent van de scheidingen trouwden acht procent van de vrouwen voor een tweede keer. Van de 770 Dochters van de Koning keerden dertig van hen terug naar Frankrijk. Slechts een van de Dochters van de Koning, Madeleine de Roybon d’Alonne, bleef tot aan haar dood alleenstaand.
In 1681 was de bevolking van Nieuw Frankrijk uitgegroeid tot meer dan 10.000 personen. De meesten hiervan waren boeren.